# エルウィン・ムルダー
エルウィン・ムルダー（オランダ語: Erwin Mulder、[ɛrʋɪn mɵldər]、1989年3月3日 - ）はオランダ・パンネルデン出身のサッカー選手。ゴー・アヘッド・イーグルス所属。ポジションはGK。元オランダB代表。

## 経歴

### フェイエノールト
オランダ人とドイツ人のハーフで、地元のユースクラブ出身。12歳の時、エーレディヴィジにチームを置くフィテッセのユースアカデミーに移籍したのち、フェイエノールトのユースに入った。
2006年11月に17歳でトップチーム昇格したのち、翌年のシーズンからSBVエクセルシオールに期限付き移籍した。
2009-2010シーズンにフェイエノールトに復帰。2014-15シーズンまでプレーした。

### ヘーレンフェーン
契約満了によりフェイエノールトを去ったムルダーは、夏の移籍市場でSCヘーレンフェーンに2年契約で移籍。プレミアリーグのスウォンジー・シティAFCに移籍したクリストファー・ノルフェルトの後釜として期待された。

### スウォンジー・シティ
2017年6月29日、スウォンジー・シティAFCに3年契約で移籍した。